# Saint-Pardoux-le-Vieux
Saint-Pardoux-le-Vieux è un comune francese di 303 abitanti situato nel dipartimento della Corrèze nella regione della Nuova Aquitania.

## Società

### Evoluzione demografica
Abitanti censiti